# Chalcosyrphus latifrons
Chalcosyrphus latifrons är en tvåvingeart som först beskrevs av Tokuichi Shiraki och Edashige 1953.  Chalcosyrphus latifrons ingår i släktet mulmblomflugor, och familjen blomflugor. Inga underarter finns listade i Catalogue of Life.